# Бритоли
Брѝтоли (на италиански: Brittoli) е село и община в Южна Италия, провинция Пескара, регион Абруцо. Разположено е на 775 m надморска височина. Населението на общината е 343 души (към 2010 г.).